# Wehikuł czasu (film 1960)
Wehikuł czasu (oryg. The Time Machine) – adaptacja filmowa powieści Herberta George’a Wellsa pod tym samym tytułem, wyreżyserowana przez George’a Pala w USA w 1960 roku. Film nie trzyma się ściśle powieści – wspomina o obu wojnach światowych i przedstawia wizję ewentualnej wojny atomowej.
Polska premiera odbyła się w lipcu 1966 roku w podwójnym pokazie z dokumentem Ab urbe condita produkcji WFD.

## Obsada
- Rod Taylor – George
- Yvette Mimieux – Weena
- Alan Young –
  - David Filby,
  - James Filby
- Sebastian Cabot – dr Philip Hillyer

## Wersja polska
Reżyseria: Zofia Dybowska-Aleksandrowicz

Wystąpili:
- Andrzej Gawroński – Naukowiec
- Małgorzata Włodarska – Weena
- Jan Matyjaszkiewicz – David Filby
- Mieczysław Gajda
- Zdzisław Tobiasz

i inni

## Nagrody
- Oscar za Najlepsze Efekty, Efekty Specjalne – zwycięzca (1961) – Gene Warren i Tim Baar
- Nagroda Hugo – nominacja (1961)

## Remake
Film doczekał się remake'u pod tym samym tytułem, w 2002 roku: Wehikuł czasu.